# Singhius hibisci
Bọ phấn râm bụt (Singhius hibisci) là một loài côn trùng cánh nửa trong họ Aleyrodidae, phân họ Aleyrodinae.
Singhius hibisci được Kotinsky miêu tả khoa học đầu tiên năm 1907.